# Datotečni sistem
Datotečni sistem je del operacijskega sistema, ki omogoča trajno shranjevanje podatkov, tudi potem, ko se izvajanje procesa zaključi. Podatki, s katerimi upravlja datotečni sistem, so združeni v uporabniško določene skupke podatkov, imenovane datoteke. Datotečni sistem mora vsebovati mehanizem za poimenovanje teh podatkov. Vsak datotečni sistem ima svoja pravila za poimenovanje datotek. Datoteke hranijo tako programe kot ostale podatke. Vsi modernejši uporabljajo hierarhično urejeno strukturo direktorijev (področij). V operacijskem sistemu UNIX se prostor za ime datoteke uporablja še za poimenovanje drugih stvari, kot so procesi in naprave (angl. devices).
Dober datotečni sistem mora:
- biti lahek za uporabo in zmogljiv,
- učinkovito skrbeti za prenos informacij med glavnim pomnilnikom in diski ter
- biti sposoben delati z zelo različnimi velikostmi datotek.

Datoteka je najbolj opazen element operacijskega sistema takoj za uporabniškim vmesnikom.
Najbolj znani datotečni sistemi so:
- NTFS
- FAT32, FAT16
- ext2, ext3

## Zgradba
Moderen datotečni sistem vsebuje naslednje elemente:
- blok: prostor v datotečnem sistemu, po navadi velik 512, 1024 ali 4096 bajtov. Vsebuje dejanski zapis podatkov.
- inoda: majhna struktura, ki v datotečnem zapisu predstavlja datoteko ali imenik. Vsebuje informacije kateri je začetni blok podatkov, ime (če je imenik), imena datotek (če je imenik), velikost podatkov.
- superblok: najpomembnejša struktura za datotečni sistem, zapisana na mediju. Vsebuje metapodatke o lastnosti datotečnega sistema kot so velikost, število inod, število blokov. Ta struktura je tako pomembna, da na datotečnem sistemu obstaja več varnostnih kopij, recimo za vsake toliko praštevil ena varnostna kopija.